# Epibulus brevis
Epibulus brevis är en fiskart som beskrevs av Carlson, Randall och Dawson 2008. Epibulus brevis ingår i släktet Epibulus och familjen läppfiskar. IUCN kategoriserar arten globalt som livskraftig. Inga underarter finns listade i Catalogue of Life.